# 厦门市海沧中学
厦门市海沧中学，简称海沧中学，是中华人民共和国福建省厦门市海沧区的一所完全中学，创建于1949年。

## 学校荣誉
2015年，福建省一级达标高中
2015年8月，全国青少年足球特色校

## 相关链接
- 厦门海沧中学网站